# Jacek Roszkowski
Jacek Roszkowski – polski lekarz weterynarii, profesor doktor habilitowany nauk weterynaryjnych, specjalność patologia zwierząt, wicedyrektor ds. naukowych Państwowego Instytutu Weterynaryjnego w Puławach. Redaktor naczelny Biuletynu Państwowego Instytutu Weterynaryjnego – PIB (The Bulletin of the Veterinary Institute in Pulawy). W 1987 uhonorowany tytułem Zasłużony dla Polskiego Towarzystwa Nauk Weterynaryjnych.